# 大雄的上鏈都市歷險記
《多啦A夢：大雄的上鏈都市歷險記》（台湾又译作）是藤子·F·不二雄执笔的《哆啦A梦大长篇作品》，于1996年9月和同年10月以及1996年12月到1997年2月期间连载于月刊《龙漫CORO-CORO》。并于1997年3月8日正式公映，是第17部《哆啦A梦大长篇作品》，也是第18部哆啦A梦电影。导演为芝山努。剧本藤子·F·不二雄，票房收入19億5000万日元，观赏人数390万人。并映作品为《多啦A夢族　怪盜多啦賓　神秘的挑戰書!!》。

## 概要
藤子·F·不二雄在這部大長篇中僅执笔開頭的四張彩圖，之後的内容還是草稿，在他畫第3回的草稿時就逝世了，由藤子·F·不二雄創作（藤子プロ，或译为藤子PRO）完成，因此这部作品可算藤子·F·不二雄的遗著。後来导演芝山努说，这部电影的梗概在原作完成之前就已经出现。
该电影也具有浓重的大结局色彩，如播種人曾经對大雄说过“以后就拜托你们了”这样的对白等都带有明显的遗著色彩。而哆啦A梦电影爱好者之间也普遍认为该作事实上是大长篇哆啦A梦的完结作品。

## 故事舞台
發條都市（宇宙小行星）
大雄用哆啦A梦在22世纪的中元节大拍卖中赠送的SSS-ZY-997894号奖券兑换来的小行星，位於小行星帶上，星球上的植物擁有意識。大雄一行人通过生命发条让玩具成为有生命的动物，在星球上建立了發條都市。

## 人物

### 原設
| 角色    | 配音員     |
| 角色    | 日本       |
| ------- | ---------- |
| 哆啦A夢 | 大山羨代   |
| 大雄    | 小原乃梨子 |
| 靜香    | 野村道子   |
| 胖虎    | 立壁和也   |
| 小夫    | 肝付兼太   |

### 電影角色
| 角色                                                          | 配音員                                   | 介紹 |
| ------------------------------------------------------------- | ---------------------------------------- | --- |
| 皮卜/波波（港譯）                                             | 佐佐木望                                 | 受雷击影响而具有高智能的布偶猪，被选为发条都市的市长。 |
| 卜皮/珠珠（港譯）                                             | 白川澄子                                 | 受雷击影响而具有高智能的布偶猪，皮卜的妹妹，說話咬字不清楚。 |
| 靈駒（港譯）                                                  |                                          | 大雄最喜歡的玩偶馬 |
| 爱因牛坦/安蒙泰（台譯）/愛摩斯坦（港譯）                      | 菅原正志                                 | 受雷击影响而具有高智能的布偶牛，擅长環境檢測，发明出空气净化机和比鐵還堅固的陶瓷等物品。名字仿效爱因斯坦。 |
| 莱奥纳多·达宾奇/雷歐魯特·達賓（台譯）/裡奥纳度·達芬奇（港譯） |                                          | 受雷击打落雷而具有高智能的布偶马。擅长建筑设计，只在原作里出场。名字仿效達文西。 |
| 羊迪生                                                        | 鹽澤兼人                                 | 受雷击打落雷而具有高智能的布偶羊。擅长建筑设计，只在電影里出场。名字仿效爱迪生。 |
| 乌霍/維奇（台譯）/域奇（港譯）                                | 橫澤啟子                                 | 静香的玩具布猴子，将生命发条到处使用，喜好恶作剧，将肯德基爷爷；骷髅；尿尿小童和「○野□三」的选举海报变成了有生命的物体。 |
| 播种者/播种人（中譯）                                         | 少年姿态時为伊倉一恵、魔怪姿态時为渡部猛 | 是地球、火星、发条都市等星球的造物主，可任意变幻身姿。出現在大雄夢中並對他解釋當初是他在36亿年前（電影是大約30亿年前）将生命带往地球和火星。但在火星試驗不幸失敗後來到這顆星球，原意想打造一個植物樂園並藏起來，但因大雄情急下念錯獎券上的星球編號（電影增加是把333看成555）才剛好來到這顆星球。原先幾次試圖將大雄等人趕出星球，但後來相信他們是愛護環境的好人，並決定將星球交給大雄一行人之後離開，前往下一個星球播种。 |
| 熊虎鬼五郎                                                    | 内海賢二                                 | 本部電影反派。屡有前科的罪犯，越獄逃了出來。通过复制镜複製了很多自己，打算夺取发条都市。曾经在下一部作品《大雄的南海大冒險》原作版里再度客串海盜。 |
| 黑痣先生                                                      | 松尾銀三                                 | 熊虎鬼五郎的複製分身，但有个黑痣（原作在上唇中央，電影在嘴巴右上方）。性格懦弱和善，代表着熊虎的善良心。最後終於被大雄一夥及發條動物們合作打敗，而最後將所有的複製人復原時，代表熊虎鬼五郎的良心的黑痣取得了主導，使他決定改過並去自首。 |
| 原著：小剛/哥吱喳（港譯）\電影：小恐龍                        | 茶風林                                   | 胖虎的恐龍玩偶，也被賦予生命，外表雖然嚇人，但個性內向有點膽小，心地善良溫馴。 |

## 故事概要
哆啦A梦在22世纪的商店街用抽奖券抽到了幾颗小行星。大雄决心在其中一颗最大的小行星上建立起玩具小镇——发条都市。凭借着“生命发条”，大雄让布偶与玩具变得能活动起来，并且他还用“复制蛋镜”让这些布偶和玩具不断增加，玩具小镇的人口也渐渐增多了。然与此同时，玩具们也开始进化了。而且一名叫熊虎鬼五郎的凶犯，从地球上用“任意门”来到了发条都市。鬼五郎靠“复制蛋镜”不断制作自己的分身，企图偷走沉在湖底的金块。而事实上那并不是什么金块，而是一只金色的怪物。怪物追着鬼五郎和哆啦A梦一行人，逃亡过程中大雄掉进了地裂中……熊虎鬼五郎的征服、再加上不知面目的怪物，哆啦A梦一行人決心从鬼五郎手中夺回並守护住发条都市！

## 与之前作品的联系
该作品与其的上一部作品《大雄與銀河超特急》有部分关系，大雄在最後和熊虎鬼五郎一對一对战时使用的“輕飄飄槍”在《銀河超特急》中游乐园的西部之星有出现過，哆啦A夢說是那時候送的紀念品，这种手枪对人体不会有人身危害，但会让人像气球一样膨胀并漂在空中。
同时该作品与《大雄與雲之王國》也有部分关系，鬼五郎将手强行塞进哆啦A梦百寶袋时里出现的道具与《雲之王國》中哆啦A梦出故障时所出现的道具完全相同。而大雄和他的伙伴去云之王国以及去发条都市的理由都是「一起研讨暑假作业」，其后又都被各自父母猜测「他们该不会是借做作业的名义去冒险吧」而带回，而当各自父母去大雄房间的时候大雄等又恰好冒险完回来做作业。

## 大長篇与电影的不同
该作品的电影版与原作漫画版差异巨大。尽管大体的情节相同，但是造型与鬼五郎较原作相比都有变化。

## 小知識
- 在本作品最后时刻出现的「尿尿小童」用小便灭火的场面，是在《格列佛遊記》中的小人国中曾出现的故事情节的改编。
- 电影预告篇中有部分使用了英语和法语。
- 在《龙漫CORO-CORO》中连载时的提前预告里，最后的敌人是矿石人间（鉱石人間），但在最后的本篇里并没有登场。

## 工作人员
- 監督：芝山努
- 脚本：藤子·F·不二雄（在執筆期间去世）
- 脚本協力：熊澤淳
- 演出：善聰一郎
- 原作漫畫協力：萩原伸一（現麥原伸太郎）
- 作畫監督：富永貞義
- 美術設定：沼井信朗
- 美術監督：森元茂
- 色彩設計：松谷早苗、稲村智子
- 攝影監督：梅田俊之
- 特殊攝影：渡邊由利夫
- 編集：岡安肇
- 錄音監督：浦上靖夫
- 効果：柏原滿
- 音樂：菊池俊輔
- 監修：楠部大吉郎
- 制作担當：市川芳彦、大澤正享
- 制片人：山田俊秀、木村純一、梶淳
- 制作協力：藤子PRO、ASATSU
- 制作：新銳動畫、小學館、朝日电视台

## 主題歌
| 歌曲            | 作詞     | 作曲   | 演唱     | 備註                                                                        |
| --------------- | -------- | ------ | -------- | --------------------------------------------------------------------------- |
| 《Love is you》 | 矢泽永吉 | 高橋研 | 矢泽永吉 | 原本计划将此歌曲CD化，但最后被《E.Y 90's》和《DORA THE BEST》两张唱片收录。 |